# مالو (واشینگتن)
مالو (به انگلیسی: Malo) یک منطقهٔ مسکونی در ایالات متحده آمریکا است که در شهرستان فری، واشینگتن واقع شده‌است. مالو ۲۹ نفر جمعیت دارد و ۶۶۵٫۰۸ متر بالاتر از سطح دریا واقع شده‌است.